# Ragnar Berg
Ragnar Berg  (* 1. September 1873 in Göteborg; † 31. März 1956 in Borstel bei Bad Oldesloe) war ein schwedischer Chemiker und Ernährungswissenschaftler.
Berg, der Sohn des Historikers und Archäologen Wilhelm Berg (1839–1915), studierte ab 1891 am Chalmers Polytechnikum in Göteborg mit dem Abschluss 1895. Danach war er in einer Fabrik in Göteborg und ab 1898 am Chemischen Untersuchungsamt Gießen und 1899 an der Landwirtschaftlichen Versuchsanstalt in Darmstadt. Ab 1902 war er in der Zentralstelle für Zahnhygiene von Karl Lingner in Dresden, wo seine Zusammenarbeit mit dem Zahnarzt Carl Röse begann, mit dem er in der Ernährungsforschung eng zusammenarbeitete. 1909 bis 1921 leitete er das Labor für Ernährungsphysiologie im homöopathischen Sanatorium von Heinrich Lahmann am Weißen Hirsch in Dresden. 1921 wurde er in der Inflationszeit entlassen, da die Besitzer das Sanatorium neu ausrichteten auf lukrativere Geschäftsfelder (Gynäkologie, Psychotherapie). Berg forschte privat in Dresden weiter. Ab 1927 war er am Krankenhaus in Dresden-Friedrichstadt, an dem er 1934 bis 1945 die physiologische Abteilung leitete. 1945 war er wieder in Schweden in einem Privatlabor an einem Krankenhaus in Stockholm (bis 1951). 1954 starb seine Frau Ella (die er 1902 geheiratet hatte und mit der er zwei Söhne hatte, darunter den Mediziner Gunnar Berg) und er selbst erkrankte und zog zu seinem Sohn nach Deutschland.
Im Jahr 1943 erhielt Ragnar Berg von Adolf Hitler anlässlich seines 70. Geburtstages die Goethe-Medaille für Kunst und Wissenschaft.
Er untersuchte die Rolle von Spurenelementen und Mineralstoffen (wie Kalzium, Mangan, Zink, Kupfer, Gold) bei der Ernährung und zeigte die krankhaften Folgen diverser Formen von Mangelernährung (zum Beispiel Schäden durch Stickstoffhaltige Verbindungen bei Mangel an Mineralstoffen). Häufig unternahm er Selbstversuche in der Ernährungsforschung.
Von ihm stammt eine Säure-Base-Theorie der Ernährung mit entsprechenden Zusatzstoffen (Basica), die gegen Übersäuerung helfen sollen, was in den 1920er und 1930er Jahren ziemlich populär war und in der Alternativmedizin Verbreitung fand (siehe Basische Ernährung), von Ernährungswissenschaftlern aber überwiegend abgelehnt wurde und wird. In seiner Theorie knüpfte er an Arbeiten von Ernst Leopold Salkowski an. Später trat er für vegetarische Ernährung ein.

## Schriften
- Der Einfluss des Abbrühens auf den Nährwert unserer Gemüsekost, Dresden, 1911
- Die Nahrungs- und Genussmittel, ihre Zusammensetzung und ihr Einfluss auf die Gesundheit, mit besonderer Berücksichtigung der Aschenbestandteile, Dresden: Holze & Pahl, 1913
- Die Vitamine: kritische Übersicht der Lehre von den Ergänzungsstoffen, Leipzig: Hirzel, 1922.
- mit Martin Vogel: Die Grundlagen einer richtigen Ernährung, Dresden 1930
- Eiweißbedarf und Mineralstoffwechsel bei einfachster Ernährung, Hirzel 1931
- Die Mangelkrankheiten 1935